# 2. ŽNL Osječko-baranjska NS Beli Manastir 2016./17.
Ligu je osvojila ŠNK Baranja-Belje Beli Manastir, te u kvalifikacijama za 1. ŽNL Osječko-baranjsku izborila plasman u viši rang. Iz lige nitko nije ispao u 3. ŽNL Osječko-baranjsku.

## Tablica
| Mj. | Klub                             | Sus. | Pobj. | Ner. | Por. | GR.   | Bod.       |
| --- | -------------------------------- | ---- | ----- | ---- | ---- | ----- | ---------- |
| 1.  | ŠNK Baranja-Belje Beli Manastir  | 26   | 21    | 5    | 0    | 85:18 | 68         |
| 2.  | NK Mladost Draž                  | 26   | 21    | 3    | 2    | 91:27 | 66         |
| 3.  | NK Grabovac                      | 26   | 14    | 6    | 6    | 60:36 | 42 (-6) ↓1 |
| 4.  | NK Belje Kneževo                 | 26   | 13    | 2    | 11   | 50:51 | 41         |
| 5.  | NK Mladost Čeminac               | 26   | 13    | 1    | 12   | 72:63 | 40         |
| 6.  | NK Šokadija Duboševica           | 26   | 10    | 6    | 10   | 57:45 | 36         |
| 7.  | NK Vardarac                      | 26   | 11    | 3    | 12   | 44:58 | 36         |
| 8.  | NK Polet Karanac                 | 26   | 10    | 3    | 13   | 44:58 | 33         |
| 9.  | NK Petlovac                      | 26   | 8     | 4    | 14   | 50:65 | 28         |
| 10. | NK Međimurec Kozarac             | 26   | 9     | 1    | 16   | 47:77 | 28         |
| 11. | NK Dinamo Baranjsko Petrovo Selo | 26   | 7     | 6    | 13   | 43:56 | 27         |
| 12. | NK Bratstvo Jagodnjak            | 26   | 8     | 1    | 17   | 39:59 | 25         |
| 13. | NK Columbus 2005 Suza            | 26   | 6     | 5    | 15   | 45:91 | 23         |
| 14. | NK Ribar Kopačevo                | 26   | 6     | 4    | 16   | 36:59 | 22         |

## Rezultati
| NK Petlovac - NK Columbus 2005 Suza 5:2 NK Mladost Čeminac - NK Belje Kneževo 5:2 NK Mladost Draž - NK Vardarac 4:0 NK Bratstvo Jagodnjak - NK Šokadija Duboševica 0:4 NK Ribar Kopačevo - NK Međimurec Kozarac 3:1 NK Polet Karanac - NK Grabovac 0:2 NK Baranja-Belje Beli Manastir - NK Dinamo Baranjsko Petrovo Selo 6:1 | NK Columbus 2005 Suza - NK Dinamo Baranjsko Petrovo Selo 0:1 NK Grabovac - NK Baranja-Belje Beli Manastir 2:2 NK Međimurec Kozarac - NK Polet Karanac 2:1 NK Šokadija Duboševica - NK Ribar Kopačevo 0:3 NK Vardarac - NK Bratstvo Jagodnjak 2:1 NK Belje Kneževo - NK Mladost Draž 1:1 NK Petlovac - NK Mladost Čeminac 3:2  | NK Mladost Čeminac - NK Columbus 2005 Suza 8:2 NK Mladost Draž - NK Petlovac 6:2 NK Bratstvo Jagodnjak - NK Belje Kneževo 0:2 NK Ribar Kopačevo - NK Vardarac 1:2 NK Polet Karanac - NK Šokadija Duboševica 2:1 NK Baranja-Belje Beli Manastir - NK Međimurec Kozarac 1:0 NK Dinamo Baranjsko Petrovo Selo - NK Grabovac 1:1  |
| NK Columbus 2005 Suza - NK Grabovac 1:6 NK Međimurec Kozarac - NK Dinamo Baranjsko Petrovo Selo 1:1 NK Šokadija Duboševica - NK Baranja-Belje Beli Manastir 2:5 NK Vardarac - NK Polet Karanac 0:2 NK Belje Kneževo - NK Ribar Kopačevo 4:2 NK Petlovac - NK Bratstvo Jagodnjak 4:0 NK Mladost Čeminac - NK Mladost Draž 2:3 | NK Mladost Draž - NK Columbus 2005 Suza 10:0 NK Bratstvo Jagodnjak - NK Mladost Čeminac 0:2 NK Ribar Kopačevo - NK Petlovac 3:0 NK Polet Karanac - NK Belje Kneževo 1:3 NK Baranja-Belje Beli Manastir - NK Vardarac 9:0 NK Dinamo Baranjsko Petrovo Selo - NK Šokadija Duboševica 2:3 NK Grabovac - NK Međimurec Kozarac 3:0 | NK Columbus 2005 Suza - NK Međimurec Kozarac 4:1 NK Šokadija Duboševica - NK Grabovac 2:0 NK Vardarac - NK Dinamo Baranjsko Petrovo Selo 0:1 NK Belje Kneževo - NK Baranja-Belje Beli Manastir 0:4 NK Petlovac - NK Polet Karanac 10:0 NK Mladost Čeminac - NK Ribar Kopačevo 2:0 NK Mladost Draž - NK Bratstvo Jagodnjak 3:0 |
| NK Bratstvo Jagodnjak - NK Columbus 2005 Suza 2:2 NK Ribar Kopačevo - NK Mladost Draž 0:6 NK Polet Karanac - NK Mladost Čeminac 2:3 NK Baranja-Belje Beli Manastir - NK Petlovac 2:1 NK Dinamo Baranjsko Petrovo Selo - NK Belje Kneževo 2:3 NK Grabovac - NK Vardarac 1:1 NK Međimurec Kozarac - NK Šokadija Duboševica 2:1 | NK Columbus 2005 Suza - NK Šokadija Duboševica 4:2 NK Vardarac - NK Međimurec Kozarac 1:0 NK Belje Kneževo - NK Grabovac 1:3 NK Petlovac - NK Dinamo Baranjsko Petrovo Selo 0:0 NK Mladost Čeminac - NK Baranja-Belje Beli Manastir 0:2 NK Mladost Draž - NK Polet Karanac 3:1 NK Bratstvo Jagodnjak - NK Ribar Kopačevo 0:3  | NK Ribar Kopačevo - NK Columbus 2005 Suza 2:2 NK Polet Karanac - NK Bratstvo Jagodnjak 4:1 NK Baranja-Belje Beli Manastir - NK Mladost Draž 2:2 NK Dinamo Baranjsko Petrovo Selo - NK Mladost Čeminac 1:0 NK Grabovac - NK Petlovac 4:0 NK Međimurec Kozarac - NK Belje Kneževo 1:4 NK Šokadija Duboševica - NK Vardarac 3:1  |
| NK Columbus 2005 Suza - NK Vardarac 0:3 NK Belje Kneževo - NK Šokadija Duboševica 1:0 NK Petlovac - NK Međimurec Kozarac 3:2 NK Mladost Čeminac - NK Grabovac 1:4 NK Mladost Draž - NK Dinamo Baranjsko Petrovo Selo 3:3 NK Bratstvo Jagodnjak - NK Baranja-Belje Beli Manastir 2:4 NK Ribar Kopačevo - NK Polet Karanac 0:1 | NK Polet Karanac - NK Columbus 2005 Suza 2:2 NK Baranja-Belje Beli Manastir - NK Ribar Kopačevo 5:2 NK Dinamo Baranjsko Petrovo Selo - NK Bratstvo Jagodnjak 5:0 NK Grabovac - NK Mladost Draž 0:3 NK Međimurec Kozarac - NK Mladost Čeminac 1:4 NK Šokadija Duboševica - NK Petlovac 1:4 NK Vardarac - NK Belje Kneževo 6:0  | NK Columbus 2005 Suza - NK Belje Kneževo 2:3 NK Petlovac - NK Vardarac 0:2 NK Mladost Čeminac - NK Šokadija Duboševica 1:2 NK Mladost Draž - NK Međimurec Kozarac 3:0 NK Bratstvo Jagodnjak - NK Grabovac 1:2 NK Ribar Kopačevo - NK Dinamo Baranjsko Petrovo Selo 2:1 NK Polet Karanac - NK Baranja-Belje Beli Manastir 1:1  |
| NK Baranja-Belje Beli Manastir - NK Columbus 2005 Suza 3:0 NK Dinamo Baranjsko Petrovo Selo - NK Polet Karanac 2:1 NK Grabovac - NK Ribar Kopačevo 2:0 NK Međimurec Kozarac - NK Bratstvo Jagodnjak 6:1 NK Šokadija Duboševica - NK Mladost Draž 0:3 NK Vardarac - NK Mladost Čeminac 3:0 NK Belje Kneževo - NK Petlovac 9:3 | NK Columbus 2005 Suza - NK Petlovac 2:1 NK Belje Kneževo - NK Mladost Čeminac 3:2 NK Vardarac - NK Mladost Draž 2:5 NK Šokadija Duboševica - NK Bratstvo Jagodnjak 2:0 NK Međimurec Kozarac - NK Ribar Kopačevo 3:2 NK Grabovac - NK Polet Karanac 4:0 NK Dinamo Baranjsko Petrovo Selo - NK Baranja-Belje Beli Manastir 0:1  | NK Dinamo Baranjsko Petrovo Selo - NK Columbus 2005 Suza 4:4 NK Baranja-Belje Beli Manastir - NK Grabovac 1:1 NK Polet Karanac - NK Međimurec Kozarac 5:2 NK Ribar Kopačevo - NK Šokadija Duboševica 0:0 NK Bratstvo Jagodnjak - NK Vardarac 5:0 NK Mladost Draž - NK Belje Kneževo 1:0 NK Mladost Čeminac - NK Petlovac 5:1  |
| NK Columbus 2005 Suza - NK Mladost Čeminac 1:4 NK Petlovac - NK Mladost Draž 1:4 NK Belje Kneževo - NK Bratstvo Jagodnjak 0:2 NK Vardarac - NK Ribar Kopačevo 2:1 NK Šokadija Duboševica - NK Polet Karanac 1:1 NK Međimurec Kozarac - NK Baranja-Belje Beli Manastir 0:6 NK Grabovac - NK Dinamo Baranjsko Petrovo Selo 5:0 | NK Grabovac - NK Columbus 2005 Suza 3:3 NK Dinamo Baranjsko Petrovo Selo - NK Međimurec Kozarac4:2 NK Baranja-Belje Beli Manastir - NK Šokadija Duboševica 3:0 NK Polet Karanac - NK Vardarac 1:0 NK Ribar Kopačevo - NK Belje Kneževo1:1 NK Bratstvo Jagodnjak - NK Petlovac 5:0 NK Mladost Draž - NK Mladost Čeminac 7:1    | NK Columbus 2005 Suza - NK Mladost Draž 2:3 NK Mladost Čeminac - NK Bratstvo Jagodnjak 2:0 NK Petlovac - NK Ribar Kopačevo 0:2 NK Belje Kneževo - NK Polet Karanac2:1 NK Vardarac - NK Baranja-Belje Beli Manastir 0:2 NK Šokadija Duboševica - NK Dinamo Baranjsko Petrovo Selo 4:2 NK Međimurec Kozarac - NK Grabovac 4:2   |
| NK Međimurec Kozarac - NK Columbus 2005 Suza 1:4 NK Grabovac - NK Šokadija Duboševica 1:1 NK Dinamo Baranjsko Petrovo Selo - NK Vardarac 0:2 NK Baranja-Belje Beli Manastir - NK Belje Kneževo 3:0 NK Polet Karanac - NK Petlovac 3:0 NK Ribar Kopačevo - NK Mladost Čeminac 1:4 NK Bratstvo Jagodnjak - NK Mladost Draž 3:1 | NK Columbus 2005 Suza - NK Bratstvo Jagodnjak 1:5 NK Mladost Draž - NK Ribar Kopačevo 2:0 NK Mladost Čeminac - NK Polet Karanac 5:1 NK Petlovac - NK Baranja-Belje Beli Manastir 0:1 NK Belje Kneževo - NK Dinamo Baranjsko Petrovo Selo 3:1 NK Vardarac - NK Grabovac 4:3 NK Šokadija Duboševica - NK Međimurec Kozarac 7:1  | NK Šokadija Duboševica - NK Columbus 2005 Suza 10:0 NK Međimurec Kozarac - NK Vardarac 3:2 NK Grabovac - NK Belje Kneževo 1:0 NK Dinamo Baranjsko Petrovo Selo - NK Petlovac 1:1 NK Baranja-Belje Beli Manastir - NK Mladost Čeminac 7:0 NK Polet Karanac - NK Mladost Draž 2:4 NK Ribar Kopačevo - NK Bratstvo Jagodnjak 1:4 |
| NK Columbus 2005 Suza - NK Ribar Kopačevo 3:2 NK Bratstvo Jagodnjak - NK Polet Karanac 2:1 NK Mladost Draž - NK Baranja-Belje Beli Manastir 1:2 NK Mladost Čeminac - NK Dinamo Baranjsko Petrovo Selo 2:1 NK Petlovac - NK Grabovac 4:1 NK Belje Kneževo - NK Međimurec Kozarac 3:1 NK Vardarac - NK Šokadija Duboševica 2:2 | NK Vardarac - NK Columbus 2005 Suza 5:2 NK Šokadija Duboševica - NK Belje Kneževo 4:0 NK Međimurec Kozarac - NK Petlovac 3:1 NK Grabovac - NK Mladost Čeminac 3:0 NK Dinamo Baranjsko Petrovo Selo - NK Mladost Draž 2:4 NK Baranja-Belje Beli Manastir - NK Bratstvo Jagodnjak 3:0 NK Polet Karanac - NK Ribar Kopačevo 4:0  | NK Columbus 2005 Suza - NK Polet Karanac 1:2 NK Ribar Kopačevo - NK Baranja-Belje Beli Manastir 2:2 NK Bratstvo Jagodnjak - NK Dinamo Baranjsko Petrovo Selo 3:1 NK Mladost Draž - NK Grabovac 3:0 NK Mladost Čeminac - NK Međimurec Kozarac 6:7 NK Petlovac - NK Šokadija Duboševica 2:2 NK Belje Kneževo - NK Vardarac 3:0  |
| NK Belje Kneževo - NK Columbus 2005 Suza 0:1 NK Vardarac - NK Petlovac 1:1 NK Šokadija Duboševica - NK Mladost Čeminac 3:3 NK Međimurec Kozarac - NK Mladost Draž1:4 NK Grabovac - NK Bratstvo Jagodnjak 2:1 NK Dinamo Baranjsko Petrovo Selo - NK Ribar Kopačevo 4:1 NK Baranja-Belje Beli Manastir - NK Polet Karanac 5:1  | NK Columbus 2005 Suza - NK Baranja-Belje Beli Manastir 0:3 NK Polet Karanac - NK Dinamo Baranjsko Petrovo Selo 4:2 NK Ribar Kopačevo - NK Grabovac 2:4 NK Bratstvo Jagodnjak - NK Međimurec Kozarac 1:2 NK Mladost Draž - NK Šokadija Duboševica 2:0 NK Mladost Čeminac - NK Vardarac 8:3 NK Petlovac - NK Belje Kneževo 3:2  | |

## Kvalifikacije za 1. ŽNL Osječko-baranjsku
NK Klas Čepin - ŠNK Baranja-Belje Beli Manastir 2:1
ŠNK Baranja-Belje Beli Manastir - NK Klas Čepin 1:0
Zbog boljeg rezultata u gostima, u 1. ŽNL Osječko-baranjsku se kvalificirala ŠNK Baranja-Belje Beli Manastir.